# Belhuis
Het Belhuis is een voormalige pastorie die is aangemerkt als rijksmonument. Het is gelegen in het Noord-Brabantse dorp Hapert en heeft gediend als pastorie van de voormalige Sint-Severinuskerk.

## Omschrijving
Het is een rechthoekig bakstenen gebouw met een hoog zadeldak dat bekleed is met dakpannen. Op datzelfde dak bevindt zich ook een houten vierkant klokkentorentje die voorzien is van een kleine bronzen bel. Aan de beide zijgevels van het gebouw bevinden zich nog eens twee extra zijvleugels die naar achter lopen. Ook zijn de beide zijvleugels voorzien zijn van een zadeldak met puntgevel. De voorgevel is voorzien van een entree en beschikt over 4 zesruitsschuiframen. De middentravee van de façade is hoger opgetrokken en heeft een venster met nog een vijfde zesruitsschuifraam met daar boven een driehoekige gevelbekroning. Het gebouw is gelegen op een ruim perceel met aan de achterzijde een lommerrijke, parkachtige tuin met borders en oude bomen. Ook zijn er vele originele elementen terug te vinden in en om het gebouw, waaronder glas-in-loodraam, mozaïekvloeren en bewerkte plafonds.
In de loop der jaren is het gebouw meerdere malen gerenoveerd om aan de hedendaagse woonwensen te voldoen, de authentieke stijlelementen zijn behouden gebleven.

## Geschiedenis
In het jaar 1857 werd er een nieuwe neogotische kerk gebouwd op de locatie van het huidige kerkhof in Hapert. Hier werd voor gekozen omdat de eeuwenoude kerk op het kerkeind inmiddels te klein was geworden en niet meer aan de wensen voldeed. Een aantal jaren na de bouw van de nieuwe kerk werd ook begonnen met de bouw van een nieuwe pastorie, inmiddels het Belhuis geheten. De bouw van het Belhuis werd voltooid in 1883 en heeft ook maar enkele jaren dienst gedaan als pastorie, omdat in 1922 de huidige Sint-Severinuskerk gebouwd werd. In 1926 werd ook de inmiddels derde kerk van Hapert voorzien van een nieuwe pastorie, waardoor de functie van het Belhuis kwam te vervallen. Zo werd de tweede kerk van Hapert gesloopt in 1924. Na achterstallig onderhoud werd uiteindelijk de kerktoren ook gesloopt in 1956. Het Belhuis is samen met het huidige kerkhof het enige wat nog resteert van de tweede Sint-Severinuskerk.